# Флоренсія Сіанфагна
Флоренсія Сіанфагна (ісп. Florencia Cianfagna; нар. 30 січня 1974) — колишня аргентинська тенісистка.
Найвищу одиночну позицію світового рейтингу — 365 місце досягла 12 серпня 1996, парну — 162 місце — 7 липня 1997 року.
Здобула 6 парних титулів.

## Фінали ITF
| Турніри $25,000 |
| Турніри $10,000 |

### Одиночний розряд: 1 (поразка)
| Результат | Ранг | Дата           | Турнір                      | Покриття | Суперниця              | Рахунок          |
| --------- | ---- | -------------- | --------------------------- | -------- | ---------------------- | ---------------- |
| Поразка   | 1.   | 20 травня 1996 | ITF Буенос-Айрес, Аргентина | Ґрунт    | Маріана Лопес Паласіос | 1–6, 6–1, 6–7(6) |

### Парний розряд: 10 (6–4)
| Результат | Ранг | Дата              | Турнір                      | Покриття | Партнерка            | Суперниці                             | Рахунок          |
| --------- | ---- | ----------------- | --------------------------- | -------- | -------------------- | ------------------------------------- | ---------------- |
| Поразка   | 1.   | 21 вересня 1992   | ITF Гуаякіль, Еквадор       | Ґрунт    | Марія Фернанда Ланда | Нінфа Марра Сумара Пассус             | 1–6, 6–7         |
| Поразка   | 2.   | 19 жовтня 1992    | ITF Буенос-Айрес, Аргентина | Ґрунт    | Марія Фернанда Ланда | Лаура Монтальво Маріана Рандруп       | 3–6, 6–3, 3–6    |
| Перемога  | 1.   | 16 травня 1994    | ITF Тортоса, Іспанія        | Ґрунт    | Каролін Бодар        | Маріана Рандруп Хімена Родрігес       | 6–4, 6–2         |
| Поразка   | 3.   | 22 травня 1995    | ITF Барселона, Іспанія      | Ґрунт    | Вероніка Стеле       | Естефанія Боттіні Гала Леон Гарсія    | 5–7, 5–7         |
| Перемога  | 2.   | 6 червня 1994     | ITF Мурська, Словенія       | Ґрунт    | Аґнес Ґее            | Сімона Галікова Magdaléna Garguláková | 6–3, 5–7, 6–1    |
| Перемога  | 3.   | 20 лютого 1995    | ITF Калі, Колумбія          | Ґрунт    | Памела Сінгман       | Домініка Горецька Kateřina Vlčková    | 6–4, 6–7(5), 6–4 |
| Поразка   | 4.   | 13 листопада 1995 | ITF Буенос-Айрес, Аргентина | Ґрунт    | Паола Суарес         | Каталін Мароші Міріам Д'Агостіні      | 7–6(4), 0–6, 3–6 |
| Перемога  | 4.   | 5 травня 1996     | ITF Флоріанополіс, Бразилія | Ґрунт    | Еммануель Гальярді   | Міріам Д'Агостіні Андреа Віейра       | 4–6, 6–4, 6–4    |
| Перемога  | 5.   | 21 липня 1996     | ITF Сан-Паулу, Бразилія     | Ґрунт    | Ніна Ніттінгер       | Херальдін Айсенберг Рената Діес       | 6–4, 4–6, 6–2    |
| Перемога  | 6.   | 9 грудня 1996     | ITF Сан-Паулу, Бразилія     | Ґрунт    | Каталін Мароші       | Кейрстен Еллі Пейдж Ярошук            | 6–4, 6–7(4), 6–3 |